# Champion System Pro Cycling Team
A Champion System Pro Cycling Team (UCI csapatkód: CSS) egy kínai profi kerékpárcsapat. Jelenleg profi kontinentális besorolással rendelkezik.

## Keret (2012)
2012. január 21-dikei állapot:
|     | Név                 | Születésnap                    |
| --- | ------------------- | ------------------------------ |
| NZL | Clinton Avery       | 1987. december 3. (37 éves)    |
| SUI | Joris Boillat       | 1983. január 23. (42 éves)     |
| USA | Chris Butler        | 1988. február 16. (37 éves)    |
| AUS | William Clarke      | 1985. április 11. (40 éves)    |
| GER | Matthias Friedemann | 1984. augusztus 17. (40 éves)  |
| BEL | Gorik Gardeyn       | 1980. március 17. (45 éves)    |
| CHN | Kun Jiang           | 1989. december 13. (35 éves)   |
| CHN | Jiao Pengda         | 1986. június 3. (38 éves)      |
| AUS | Aaron Kemps         | 1983. szeptember 10. (41 éves) |

|     | Név            | Születésnap                 |
| --- | -------------- | --------------------------- |
| EST | Jaan Kirsipuu  | 1969. július 17. (55 éves)  |
| USA | Craig Lewis    | 1985. január 10. (40 éves)  |
| CHN | Liu Biao       | 1988. március 15. (37 éves) |
| MAS | Anuar Manan    | 1986. október 11. (38 éves) |
| EST | Mart Ojavee    | 1981. november 9. (43 éves) |
| MAS | Muhamad Othman | 1991. április 29. (33 éves) |
| HKG | Steven Wong    | 1988. április 28. (36 éves) |
| HKG | Wu Kin-San     | 1985. május 4. (39 éves)    |
| CHN | Xu Gang        | 1984. január 28. (41 éves)  |